# Perfluorocarburo

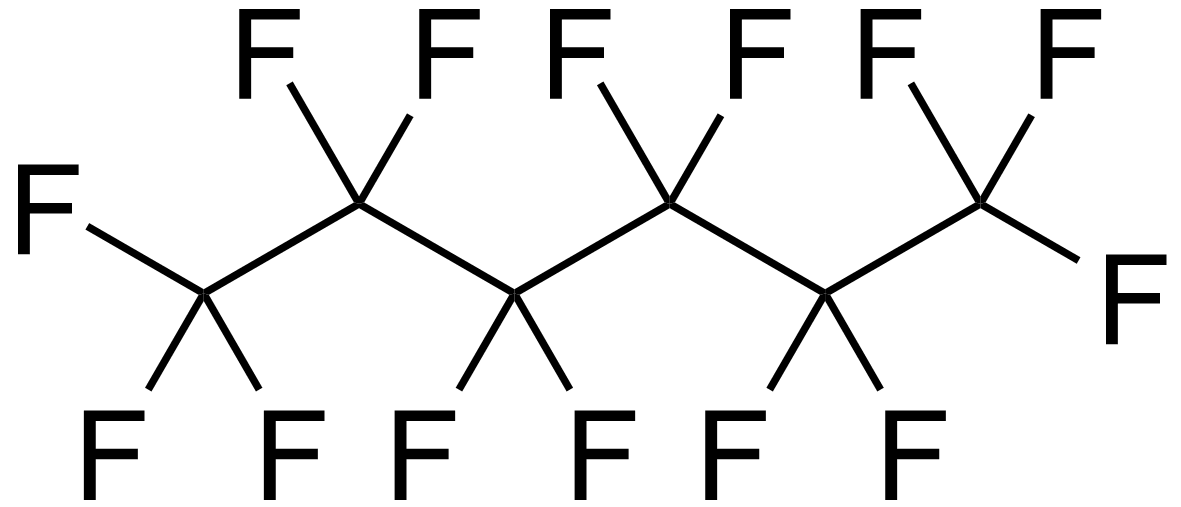
Esquema molecular

Los  perfluorocarburos  (PFCs), perfluorocarbonos o perfluoroalcanos son una familia de compuestos derivados de un hidrocarburo en donde los átomos de hidrógeno han sido reemplazados por átomos de flúor. Su fórmula molecular general es CnF2n+2.
La sustitución de los átomos de hidrógeno por átomos de flúor tiene una profunda influencia sobre las propiedades físicas y químicas de estos compuestos, permitiendo usos y aplicaciones en campos muy diversos como la electrónica, la química y la medicina.

## Medicina
El perfluorocarburo es de uso general en campos como la cirugía ocular para reemplazos temporales del humor vítreo entre la retina y el cristalino. La longitud de la cadena carbonada determina las características físicas de un perfluorocarburo en particular. Los perfluorocarburos con cadenas pequeñas, tales como el perfluoropropano, son gases que se introducen dentro del ojo y sellan los agujeros retinianos. Los perfluorocarbonos con cadenas más grandes, tales como el perfluorooctano, son líquidos más pesados que el agua y se utilizan en cirugía para inmovilizar una retina apocopada.
Los perfluorocarburos también se utilizan para realizar la señal ultrasónica de los escáneres. Los perfluorocarbonos usados contienen microburbujas que realzan el contraste del ultrasonido siendo líquidos a temperatura ambiente. Siendo gas al contacto de la temperatura del cuerpo. Las microburbujas oscilan y vibran cuando un campo sónico de la energía se aplica y reflejan el ultrasonido. Esto distingue las microburbujas de los tejidos finos circundantes. 
Por su calidad de inerte, su estabilidad y su solubilidad hace aumentar el realce del contraste con respecto a las microburbujas que contienen el aire. Las aplicaciones de PFCs en la sangre artificial y líquido respirable se están investigando actualmente. La explicación de que puede ser respirable este líquido radica en que los perfluorocarburos son capaces de disolver en mayor grado que el agua el oxígeno y el dióxido de carbono. Después, al llenar los pulmones con este líquido existe un intercambio de gases que normalmente se dan al respirar. Aunque en diferentes ensayos con animales ha resultado problemático ya que genera una serie de daños en el pulmón. Además, tanto en los líquidos de perfluorocarburos (y los líquidos en general) son mucho más densos y más viscosos, descienden los índices de la respiración, y por lo tanto el intercambio de gases es más limitado.

## Industria y medio-ambiente
Los PFCs están siendo usados en los equipos de refrigeración y en la limpieza y composición de los extintores. Sin embargo, los PFCs fomentan el efecto invernadero, y además son un problema a largo plazo puesto que están activos hasta 50.000 años (PMID 14572085). En un estudio de 2003, el PFC atmosférico más abundante era el tetrafluorometano (PMID 14572085). El potencial en el cual provoca el calentamiento global supera en 6500 veces el provocado por el dióxido de carbono  varios gobiernos trataron sobre las características de los PFCs intentado imponer acuerdos a nivel internacional para limitar su uso antes de que se convierta en un problema adicional para el calentamiento global. Los PFCs son una de las clases de los compuestos regulados en el protocolo de Kioto. Compuestos más grandes de PFC incluyen PFOS y PFOA, que son persistentes en el ambiente y se detectan en muestras de la sangre por todo el mundo.